# Władcy Sułtanatu Rumu
Tabela władców Sułtanatu Rumu – zestawienie władców panujących w Sułtanacie Rumu w latach 1081–1308.

## Tabela
| #    | Sułtan                     | Od   | Do   | Uwagi |
| ---- | -------------------------- | ---- | ---- | --- |
| 1    | Sulejman ibn KutuImisz     | 1081 | 1086 | - Założyciel anatolijskiego Sułtanatu Seldżuckiego ze stolicą w İzniku                                     |
| 2    | Kilidż Arslan I            | 1092 | 1107 | - Pierwszy sułtan rządzący z Konyi                                                                         |
| 3    | Malik Szach                | 1107 | 1116 | |
| 4    | Mesud I                    | 1116 | 1156 | |
| 5    | Kilidż Arslan II           | 1156 | 1192 | |
| 6    | Kajhisrew I                | 1192 | 1196 | - Po raz pierwszy                                                                                          |
| 7    | Rukn ad-Din Sulejman Shach | 1196 | 1204 | |
| 8    | Kilidż Arslan III          | 1204 | 1205 | |
| (6)  | Kajhisrew I                | 1192 | 1196 | - Po raz drugi                                                                                             |
| 9    | Kajkawus I                 | 1211 | 1220 | |
| 10   | Kajkubad I                 | 1220 | 1237 | |
| 11   | Kajhisrew II               | 1237 | 1246 | - Po jego śmierci sułtanat został podzielony do 1260 roku, kiedy Kilidż Arslan IV stał się jedynym władcą. |
| 12   | Kajkawus II                | 1246 | 1260 | |
| 13   | Kilidż Arslan IV           | 1248 | 1265 | |
| 14   | Kajkubad II                | 1249 | 1257 | |
| 15   | Kajhisrew III              | 1265 | 1284 | |
| 16   | Mesud II                   | 1284 | 1296 | - Po raz pierwszy                                                                                          |
| 17   | Kajkubad III               | 1298 | 1302 | |
| (16) | Mesud II                   | 1303 | 1308 | - Po raz drugi                                                                                             |